# Calycogonium
Calycogonium là chi thực vật có hoa trong họ Mua.